# 旗津天后宮

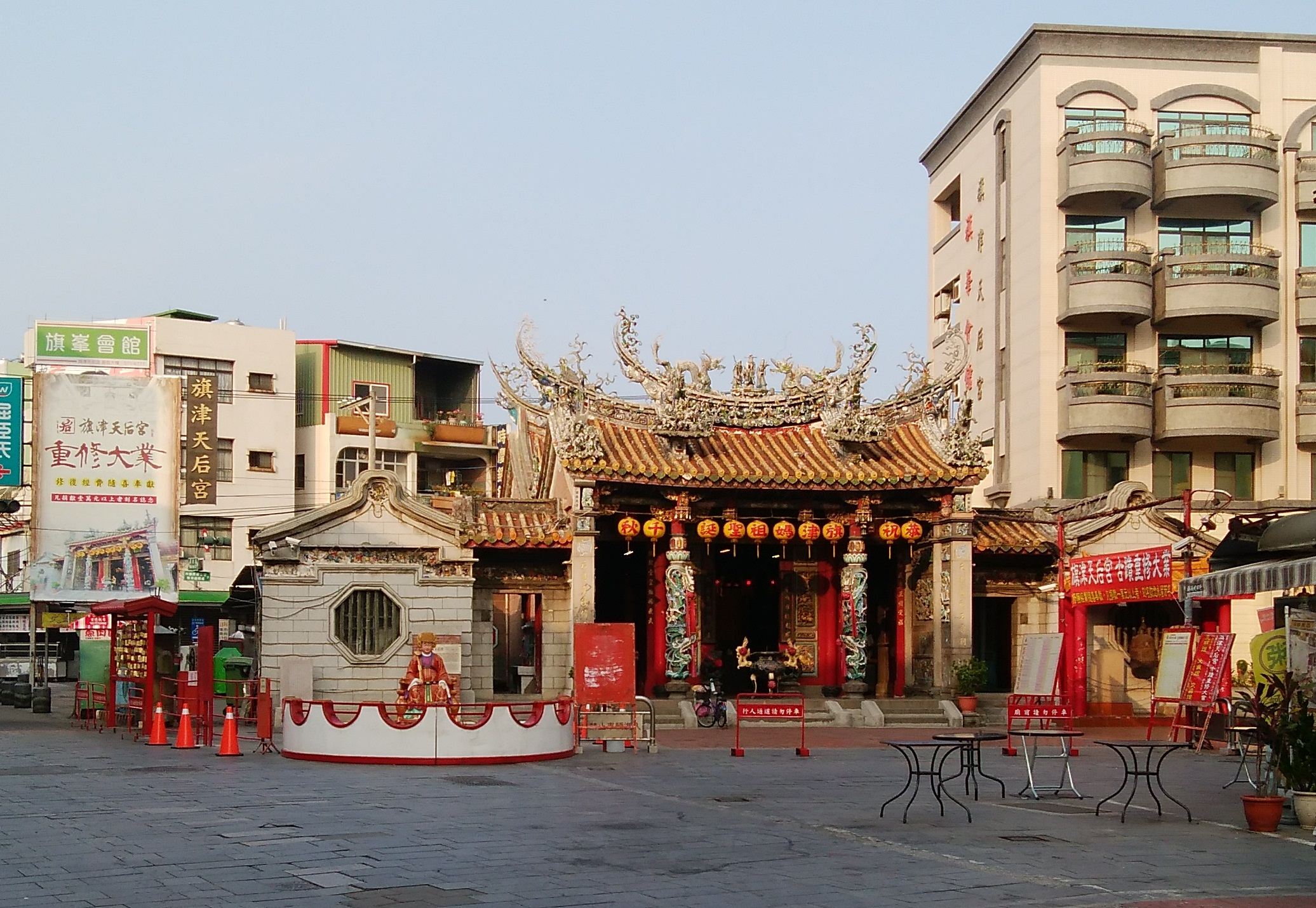
旗津天后宮（2017年5月8日）

旗津天后宮（きしんてんこうぐう、中国語: 旗津天后宮、英語: Chi Jin Mazu Temple）は台湾の高雄市旗津区にある、海神・媽祖をまつる媽祖廟。高雄市の市定古蹟に旗後天后宮として登録されている。

## 歴史
鄭氏政権時代の1673年創建といい、旗津天后宮は高雄初の媽祖をまつった廟とされる。
はじめ、 徐阿華ら福建の漁師たちによって媽祖像を安置するための廟として媽祖宮が建てられた。きっかけは徐が漁へ行った際に遭難してこの地へ漂着したことであり、彼はこの新天地を気に入ったのでいったん戻ってのち、一族や同郷の人を誘って故郷から媽祖像をもって移住してきたのだという。同行していた洪、王、蔡、李、白、潘ら一族と主に廟を維持管理していた。そしてこの廟は初期の高雄の中心地となっていた。媽祖は、清による1683年の台湾占領の成功に霊験があったとして天后とされ、それを反映して1737年ごろに廟は旗後天后宮と改称された。この改称は台湾では最も早く、ゆえに台湾初の天后宮とされる。もともとは竹と藁を建材とした掘っ立て小屋のような廟であったというが、18世紀に石造に改築された。その後も幾度か改修され、1887年には張怡記、1926年には蔡吉六らによる改修が行われた。第二次世界大戦が終わって1946年、名称を現行の旗津天后宮に改称した。大戦では損傷を受けたが、これは蔡文賓らにより1948年に修復するとともに、陳玉峰による装飾を加えてほぼ現在の姿となった。1985年11月27日、高雄市の市定古蹟となった。

## 建築
中国の伝統的な様式で建てられている。具体的には華南様式に分類され、両殿五門両護室というプランをもつ。屋根は燕尾脊 (zh) という両側が反りあがった形状で、双竜および仙人の装飾が施されている。
装飾は先述の陳玉峰によるものが特筆される。

## アクセス
住所表記は廟前路93号。
高雄捷運西子湾駅より徒歩5-10分ほどの位置にある旗津フェリーの乗り場「鼓山輪渡站」にてフェリーに乗船し10分足らずで対岸の「旗津輪渡站」につくので下船。そこから徒歩約3分。
フェリーを使わずに、草衙駅から出るバスで地下トンネルを通って行くことも可能。